# Weiler-Simmerberg

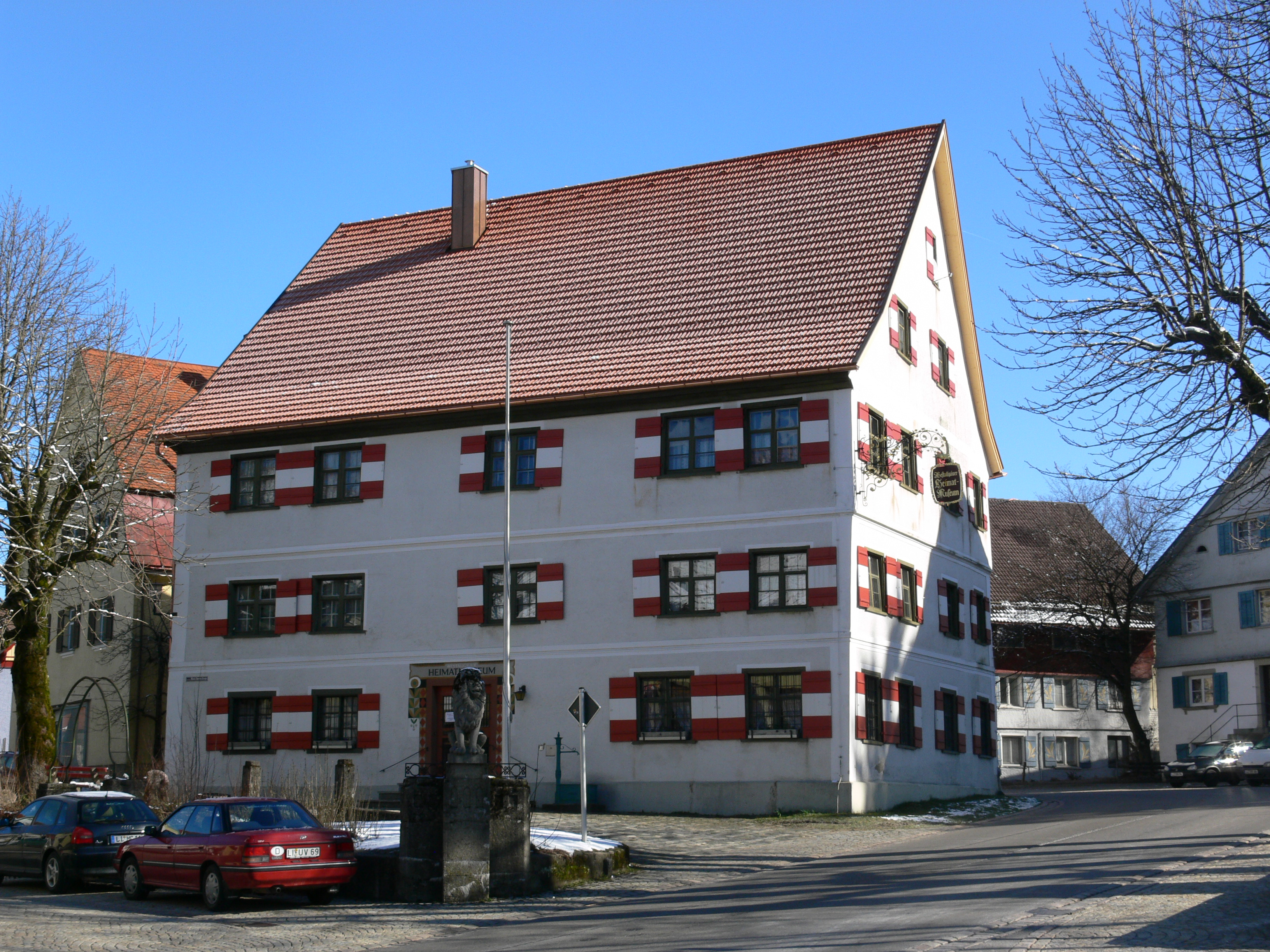
Weiler-Simmerberg

Weiler-Simmerberg este o comună-târg din districtul  Lindau (Bodensee), regiunea administrativă Schwaben, landul Bavaria, Germania.